# Shampoo (gruppo musicale)
Gli Shampoo sono un gruppo musicale italiano.

## Storia del gruppo
Nacquero nel 1976 da un'idea di Giorgio Verdelli, quando si esibirono in una radio libera partenopea che aveva annunciato la presenza in trasmissione dei Beatles, fatti riunire dall'allora presidente del Napoli Corrado Ferlaino per festeggiare la partita di calcio Napoli-Liverpool.
Si trattava chiaramente di uno scherzo cui abboccarono in molti: al posto dei Beatles c'erano gli Shampoo, un gruppo di ragazzi napoletani. La formazione era composta da Lino d'Alessio (voce e chitarra), Massimo d'Alessio (voce chitarra e batteria), Costantino Iaccarino (voce e basso), Pino De Simone (voce e chitarra), che si esibirono in cover del quartetto di Liverpool con testi in napoletano e con arrangiamenti e sonorità in tutto simili a quelli dei quattro musicisti di Liverpool. A Giorgio Verdelli si affiancò Claudio Poggi, produttore di Pino Daniele, che propose il gruppo alla EMI Italiana che li mise sotto contratto triennale e fece pubblicare l'album, In Naples 1980/81, nel quale incisero le loro esecuzioni sorprendentemente identiche agli originali in tutto tranne che nei testi, in lingua napoletana che aveva tutte le sonorità di quella inglese. Gran parte dei brani scelti appartiene al primo periodo beatlesiano, quello che va dal 1963 al 1965. Il loro lancio a livello nazionale può essere considerato coincidente con la loro partecipazione come ospiti fissi del varietà Rai: Domenica in,  Black Out, nell'autunno del 1980.
Fra i brani vanno ricordati Pep (Help!), 'E zizze (Day Tripper), Chist' è 'o Scia' (Twist and Shout) e Si 'e llave tu (She Loves You), che si può considerare la loro canzone-bandiera, visto che il testo parodiato parla proprio di uno shampoo. Anche la copertina dell'album è una cover di quelle dei famosi 33 giri Please Please Me, The Beatles 1962-1966 e The Beatles 1967-1970, con sul disco un pomodoro in sezione al posto della famosa "mezza mela verde". In linea con il loro stile parodistico, nella loro esibizione nel programma musicale RAI Discoring, i quattro si presentarono come: Paul M'Oncart, John Lenton (in riferimento agli occhiali), Ringo Bar e George Rissone.
Passarono poi alla Cheyenne Records, etichetta dei fratelli Edoardo, Eugenio e Giorgio Bennato, per cui pubblicarono un 45 giri nel 1985 con la loro versione di Ob la di - Ob la da.
Nel 1995 la loro N'omme 'e niente (versione di Nowhere man) è stata inserita nel disco Gli Italiani cantano i Beatles, pubblicato dalla Mercury Records e curato da Vincenzo Mollica (disco che contiene diciotto versioni di canzoni dei Fab Four in italiano eseguite da artisti come Patty Pravo, Gianni Morandi, Fred Bongusto, Peppino Di Capri, Ricky Gianco, i Camaleonti, i Ribelli, Fausto Leali, i Bit Nik, Dino, Patrick Samson, Claudio Villa e i Powerillusi).
In diverse occasioni gli Shampoo si sono nuovamente esibiti in pubblico, come nel "Cantando Love Me Do" tenutosi a Roma il 5 ottobre 2002 in piazza Santa Maria in Trastevere in occasione del quarantennale dell'omonima canzone dei Fab Four e nell'edizione del 2003 del "Beatles Day" a Brescia.
Cosa abbastanza strana, non è infrequente trovare il loro unico album inserito nelle discografie internazionali di un duo inglese omonimo attivo fra il 1993 e il 2000.

## Discografia
Album in studio
- 1980: In Naples 1980/81 (EMI Italiana, 3C064-18517, ristampato nel 2012 con 3 bonus track)

Singoli
- 1980: She loves you (Si 'e llave tu)/Help! (Peppe) (EMI Italiana, 3C-006-18515)
- 1985: Ob la di - Ob la da/When I feel blue (Cheyenne Records, CY 551)

Partecipazioni
- 1995 - Gli Italiani cantano i Beatles (Mercury Records, 526 765-2), con il brano N'omme 'e niente, Nowhere Man, stessa versione dell'album; CD a cura di Vincenzo Mollica con, tra gli altri, Gianni Morandi, Claudio Villa e Patty Pravo